# FK Austria Wien

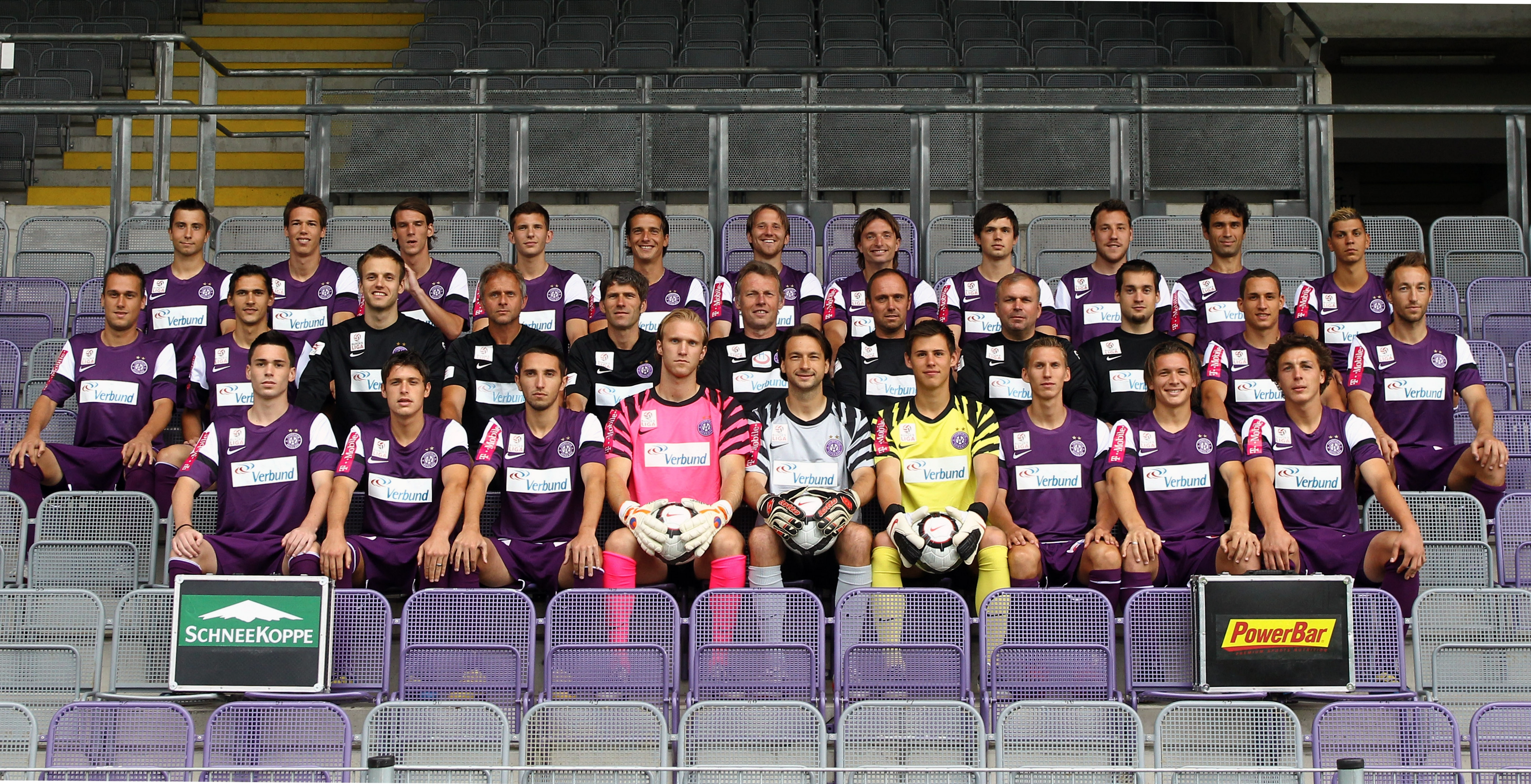
Austria Wien, 2010.

O Austria Viena (em alemão:  FK Austria Wien) é um clube austríaco, localizado em Viena, que tem como principal adversário o Rapid Viena, com quem faz o Dérbi de Viena.
Em contraposição ao seu grande rival, o Rapid, de origens operárias, o Austria tem as suas origens ligadas a alta burguesia vienense, com o clássico entre os dois sendo o segundo clássico citadino que mais vezes ocorreu na Europa, envolvendo os dois únicos clubes austríacos que jamais foram rebaixados, o Dérbi de Viena.
Embora por vezes seja referido na mídia lusófona como "Áustria Viena", o nome Austria não deve ser acentuado - pois trata-se da versão em latim a que o clube usa em referência ao país que na língua natal, o alemão, se denomina Österreich.
Duas vezes campeão da Copa Mitropa, competição intercontinental do início do Século XX, segundo maior campeão austríaco e maior campeão da Copa da Áustria são os seus maiores destaques nacionais, tendo campanhas destacadas em algumas competições internacionais, entre as quais duas semifinais na Copa Rio e uma semifinal da Liga dos Campeões da UEFA, a principal competição continental.

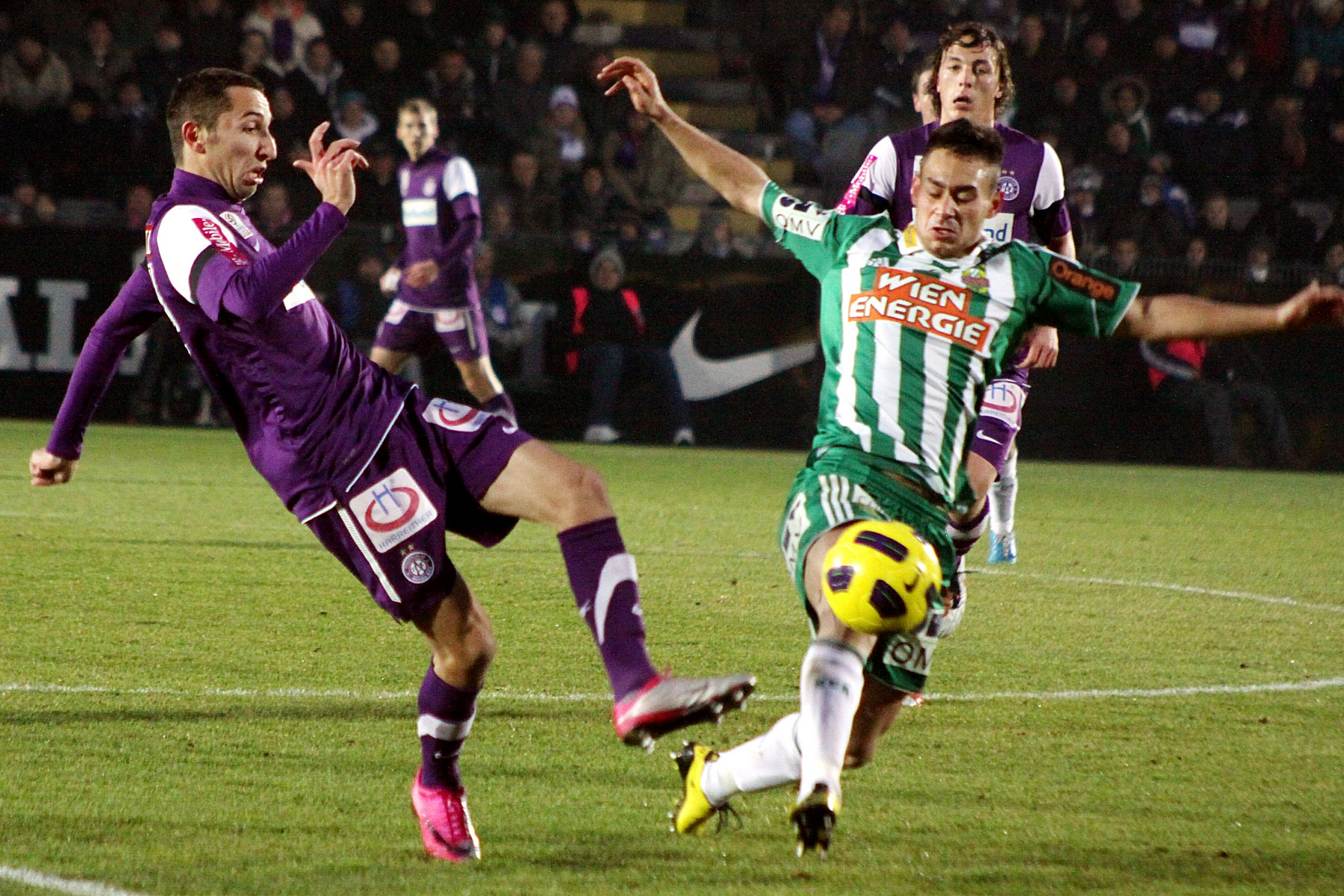
Lance de um Dérbi de Viena.

## História
Em 29 de outubro de 1910 foi fundado o "Wiener Amateur Sportvereinigung", por dissidentes do "Vienna Cricket and Football Club". O novo clube  solicitou o seu ingresso na Federação Austríaca de Futebol em 16 de novembro de 1910, porém seu registro só foi efetuado em 15 de março de 1911, data oficial da fundação. O registro foi realizado a tempo para o novo clube estrear na primeira edição da Liga de Futebol da Áustria, isso na temporada 1911-12, e em 18 de novembro de 1926 adotou o nome atual.
Como no Brasil, o futebol foi introduzido na Áustria pela classe média alta que mantinha vínculos com a cultura britânica, sendo posteriormente assimilado pelas classes operárias. Nesse contexto, nos anos 1920 e 1930 a cultura do futebol era difundida nos cafés, com os dois maiores clubes de Viena tendo cafés específicos para encontro de seus simpatizantes, e o Ring Café, como ponto de encontro de todos os simpatizantes do futebol local, sendo nesse ambiente que o futebol austríaco eclodiu e começou a se destacar para o resto do mundo naquela época, com o Austria tendo conseguido as suas duas conquistas da Mitropa Cup, competição disputada por países da Europa Central, com essa efervescente empolgação esportiva, durante os anos 1930.
O clube foi exemplo de resistência contra a anexação da Áustria pela Alemanha durante a Segunda Grande Guerra Mundial, notadamente o seu craque, Matthias Sindelar, considerado por muitos o melhor jogador austríaco de todos os tempos.
O Austria representou o seu país nas Copas Rio de 1951 e de 1952, competições internacionais de clubes disputadas no Brasil, sendo semifinalista nas duas edições.
Entre 1960 e 1993 conquistou 16 campeonatos austríacos, após o que seu rendimento caiu, vindo a conquistar apenas 3 títulos nacionais depois disso.
Em 2011 o seu estádio passou a ser nomeado como Generalli Arena, por conta de venda de direitos de uso do nome ("naming rights") para seguradora italiana.
Na Liga dos Campeões da UEFA de 2013–14 fez sua primeira participação nas fases de grupos, mas foi semifinalista no antigo formato da competição em 1978/79. Tem como principal participação em competições da UEFA, o vice campeonato da Taça dos Clubes Vencedores de Taças de 1977-78, tendo sido semifinalista da Copa da UEFA de 1983-84.

## Estrutura

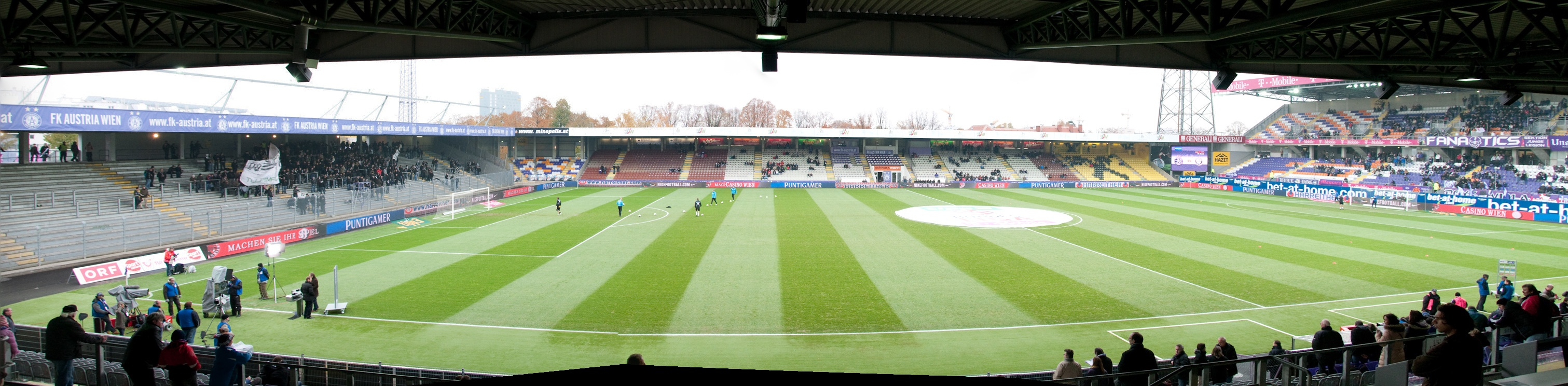
Estádio Franz Horr para cerca de 17.600 pessoas.

O estádio foi construído em 1925 como a nova casa do clube de imigrantes tchecos SK Slovan HAC e tinha capacidade para 10.850 pessoas. Nomeado em homenagem a outro clube de futebol tcheco dono do campo, o estádio foi chamado de campo České srdce ("coração tcheco"). Em grande parte destruída durante a Segunda Guerra Mundial , cada uma das quatro arquibancadas foi reconstruída várias vezes desde então.
Após a guerra, o AC Slovan Wien, que chegou a ser promovido à A-League em 1950, mudou-se para a Praça Estrela Vermelha, no oeste da cidade. A pista de concreto ao redor do campo de jogo encontrou temporariamente um novo propósito ao sediar corridas de motociclismo . O estádio sediou uma rodada de qualificação do Campeonato Mundial de Speedway em 1960. Sob o novo nome provisório ASKÖ-X-Platz, principalmente times pequenos da liga inferior jogaram novamente no estádio reformado.
A partir de 1961, sob o patrocínio da Associação de Futebol de Viena, que assumiu o controle do estádio e o renomeou como Estádio WFV. O estádio foi posteriormente renomeado como Franz-Horr-Stadion em homenagem ao presidente da Wiener Fußball-Verband (Associação de Futebol de Viena), Franz Horr (1913-1974), que morreu em 1974.

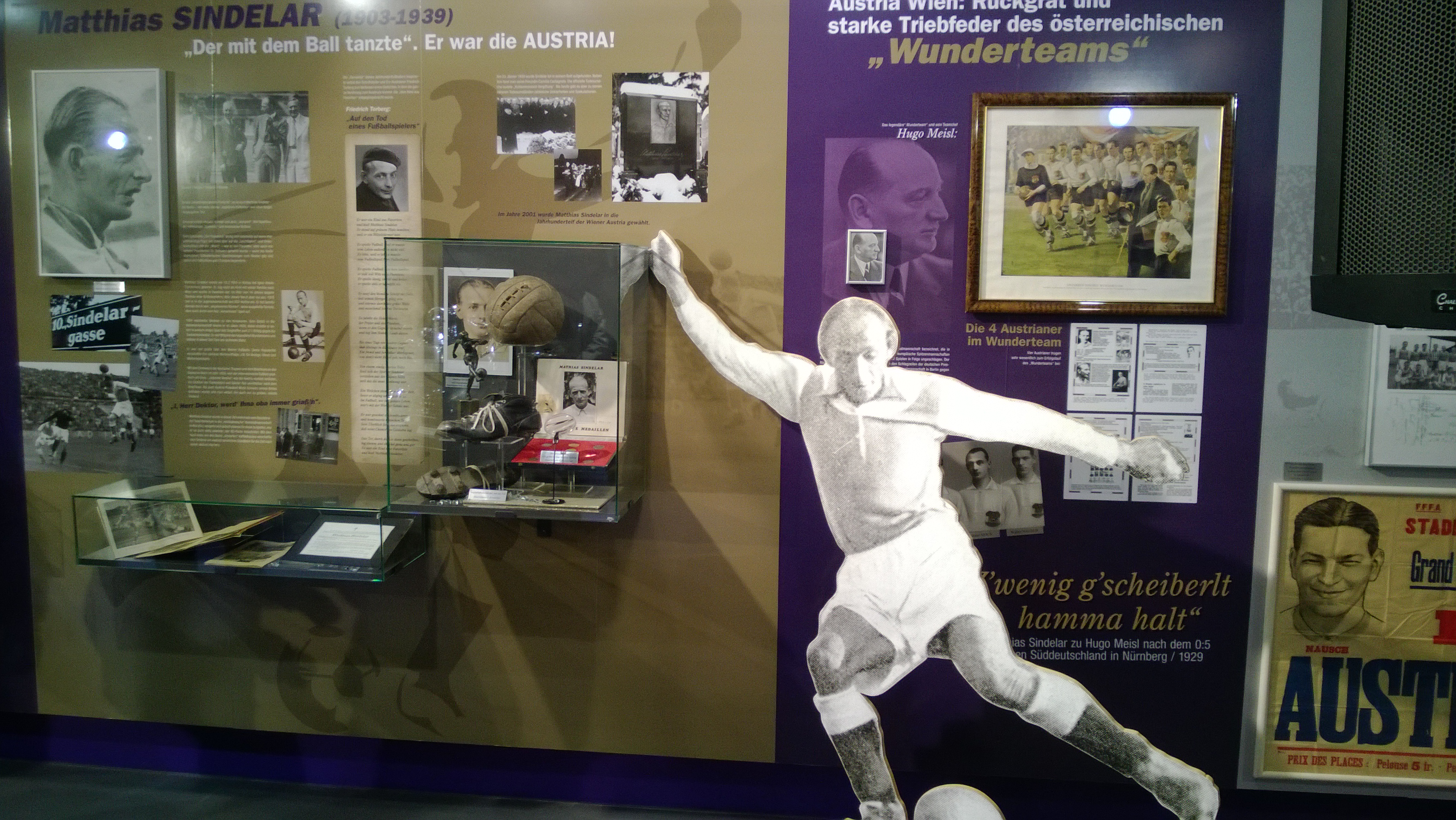
Generali Arena Museum.

Em 2008 e entre 2016 e 2018 as arquibancadas Leste, Oeste e Norte foram totalmente reconstruídas em arquibancadas de dois níveis. O stand Norte inclui ainda uma nova área Top-VIP. Após essas modificações, a capacidade máxima do estádio passou a ser para cerca de 17.600 pessoas.
Em janeiro de 2011, o estádio foi renomeado como Generali Arena, como parte de um acordo de patrocínio entre o FK Austria Wien e o grupo segurador Generali. Como a UEFA não reconhece nomes de estádios patrocinados, o local é conhecido como Viola Park nas competições europeias, depois de anteriormente chamado de Austria Arena.
É utilizado pelo FK Austria Wien desde 1973 e está situado no distrito de Favoriten, ao sul da capital austríaca, sendo o bairro mais populoso de Viena. Sua capacidade atual é para até 17.500 espectadores, as medidas do campo de jogo são 105 por 68 metros e tem grama natural.

## Elenco atual
Última atualização: 19 de março de 2025.

## Títulos
| INTERNACIONAIS | INTERNACIONAIS       | INTERNACIONAIS | INTERNACIONAIS |
|                | Competição           | Títulos        | Temporadas |
| -------------- | -------------------- | -------------- | --- |
|                | Copa Mitropa.(1)     | 2              | 1933 e 1936 |
| NACIONAIS      |                      |                | |
|                | Competição           | Títulos        | Temporadas |
|                | Campeonato Austríaco | 24             | 1923–24, 1925–26, 1948–49, 1949–50, 1952–53, 1960–61, 1961–62, 1962–63, 1968–69, 1969–70, 1975–76, 1977–78, 1978–79, 1979–80, 1980–81, 1983–84, 1984–85, 1985–86, 1990–91, 1991–92, 1992–93, 2002–03, 2005–06, 2012–13                            |
|                | Copa da Áustria      | 27             | 1920–21, 1923–24, 1924–25, 1925–26, 1932–33, 1934–35, 1935–36, 1947–48, 1948–49, 1959–60, 1961–62, 1962–63, 1966–67, 1970–71, 1973–74, 1976–77, 1979–80, 1981–82, 1985–86, 1989–90, 1991–92, 1993–94, 2002–03, 2004–05, 2005–06, 2006–07, 2008–09 |
|                | Supercopa da Áustria | 6              | 1990, 1991, 1992, 1993, 2003, 2004 |

### Regionais
- Torneio de Viena: 18

(1959, 1963, 1968, 1977, 1979, 1980, 1981, 1982, 1983, 1984, 1985, 1986, 1991, 1992, 1994, 1996, 1999 e 2003)
- Copa de Viena: 2

(1948 e 1949)

## Campanhas de destaque
- Vice campeão da Taça dos Clubes Vencedores de Taças (1): 1978
- Vice campeão da Copa Intertoto (1): 1994
- Vice campeão da Copa Mitropa (4): 1933, 1935, 1936, 1933
- Semifinalista da Liga dos Campeões da UEFA (1): 1979
- Semifinalista da Copa da UEFA (1): 1984
- Semifinalista da Copa Rio (Internacional) (2): 1951, 1952

## Uniformes

### Uniformes atuais
- 1º - Camisa roxa, calção e meias roxas;
- 2º - Camisa branca, calção e meias brancas.

| 1º Uniforme | 2º Uniforme |

### Uniformes dos goleiros
- Camisa branca, calção e meias brancas;
- Camisa preta, calção e meias pretas;
- Camisa amarela, calção e meias amarelas.

| Cores do Time · Cores do Time · Cores do Time · Cores do Time · Cores do Time | Cores do Time · Cores do Time · Cores do Time · Cores do Time · Cores do Time | Cores do Time · Cores do Time · Cores do Time · Cores do Time · Cores do Time |  |

### Uniformes anteriores
- 2018-19

| Primeiro | Segundo |

- 2017-18

| Primeiro | Segundo | Terceiro |

- 2016-17

| Primeiro | Segundo | Terceiro |

- 2015-16

| Primeiro | Segundo |

- 2014-15

| Primeiro | Segundo | Terceiro |

- 2012-14

| Primeiro | Segundo |

- 2011-12

| Primeiro | Segundo | Terceiro |  |

- 2010-11

| Primeiro | Segundo |

- 2008-10

| Primeiro | Segundo |

- 2006-08

| Primeiro | Segundo |  |

- 2004-06

| Primeiro | Segundo |  |

## Jogadores notáveis
| - Matthias Sindelar - Ernst Stojaspal | - Ernst Ocwirk - Herbert Prohaska | - Zlatko Junuzović |

## Treinadores
Atualizado em 2015